# Piętno (zwierzęta)

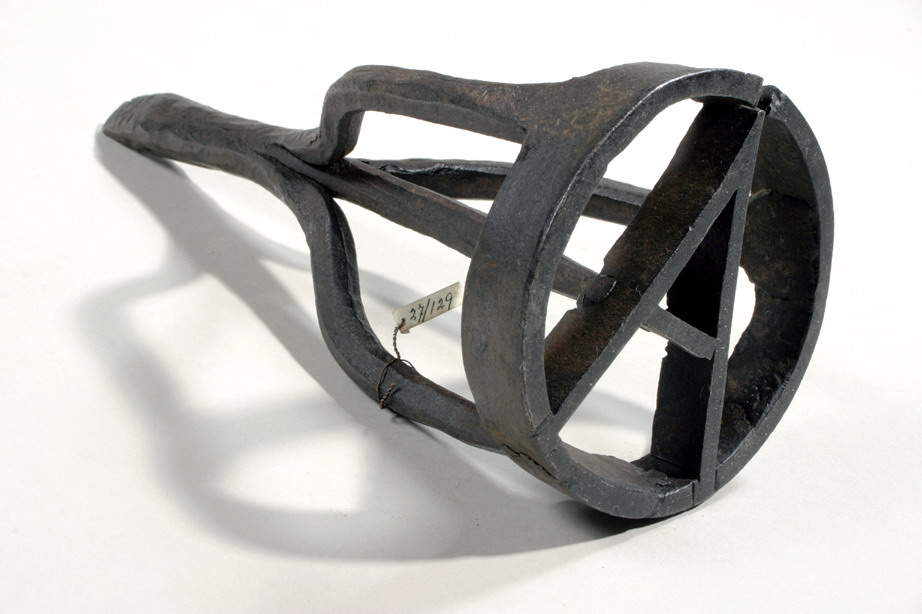
Żelazko do znakowania ze szwedzkiego stada ogierów

Piętno (zwierzęta) – znak wypalany najczęściej na skórze zwierząt gospodarskich za pomocą podgrzanego lub schłodzonego przedmiotu (tzw. żelazko do znakowania) w celu ich rozpoznawania. Piętno służy do identyfikacji koni i bydła. Podczas gdy kolczyk w uchu służy do oficjalnej identyfikacji i rejestracji zwierząt, piętno oznacza przynależność do rasy zwierzęcia lub – rzadko i w przypadku innych symboli – do właściciela.
W przypadku znakowania hodowlanego piętno jest palone za pomocą gorącego żelaza. Tworzy się blizna, dzięki czemu ślad pozostaje widoczny. Alternatywnie podczas wypalania na zimno znak jest wypalany w górnych warstwach skóry za pomocą żelaza schłodzonego do około -80 °C za pomocą ciekłego azotu (wypalanie na zimno), podczas którego niszczone są komórki wytwarzające pigment (melanocyty). Ze względu na brak komórek pigmentowych w tych obszarach może odrosnąć jedynie sierść biała i dzięki temu piętno pozostaje widoczne.
U koni znakowanie odbywa się zwykle na lewym zadzie (znakowanie rasy). Inne miejsca to prawa zad (marki stadne). Marki identyfikujące właściciela były używane w stadach wolno żyjących (na przykład stadach bydła w zachodnich Stanach Zjednoczonych).
Konie mogą być również znakowane na kopytach, ale nie jest to trwały znak, dlatego należy go powtarzać mniej więcej co sześć miesięcy. Cenne owce, np. merynosy znakuje się piętnem na rogu.

## Kontrowersje
Od czasu wprowadzenia mikrochipów do identyfikacji koni, palenie piętna stało się głównym tematem dyskusji na temat dobrostanu zwierząt. Za najbardziej stresujące uważa się krępowanie koni na czas zabiegu, co ma miejsce tak podczas palenia piętna, jak i podczas implantacji biochipa. W XXI w. wiele krajów wprowadziło zakaz znakowania piętnem. Armia szwajcarska zakazała znakowania na gorąco wszystkich koni i mułów wojskowych od 2019.
Podczas wypalania mogą wystąpić błędy, które w dłuższej perspektywie mogą sprawić, że palenie będzie trudne do odczytania. Jednocześnie stwierdzono, że mimo implantacji chipa w głębokie tkanki szyi może on migrować powodując dolegliwości wymagające leczenia weterynaryjnego.

## Galeria
Piętna:

Koń holsztyński
Koń trakeński
Koń hanowerski
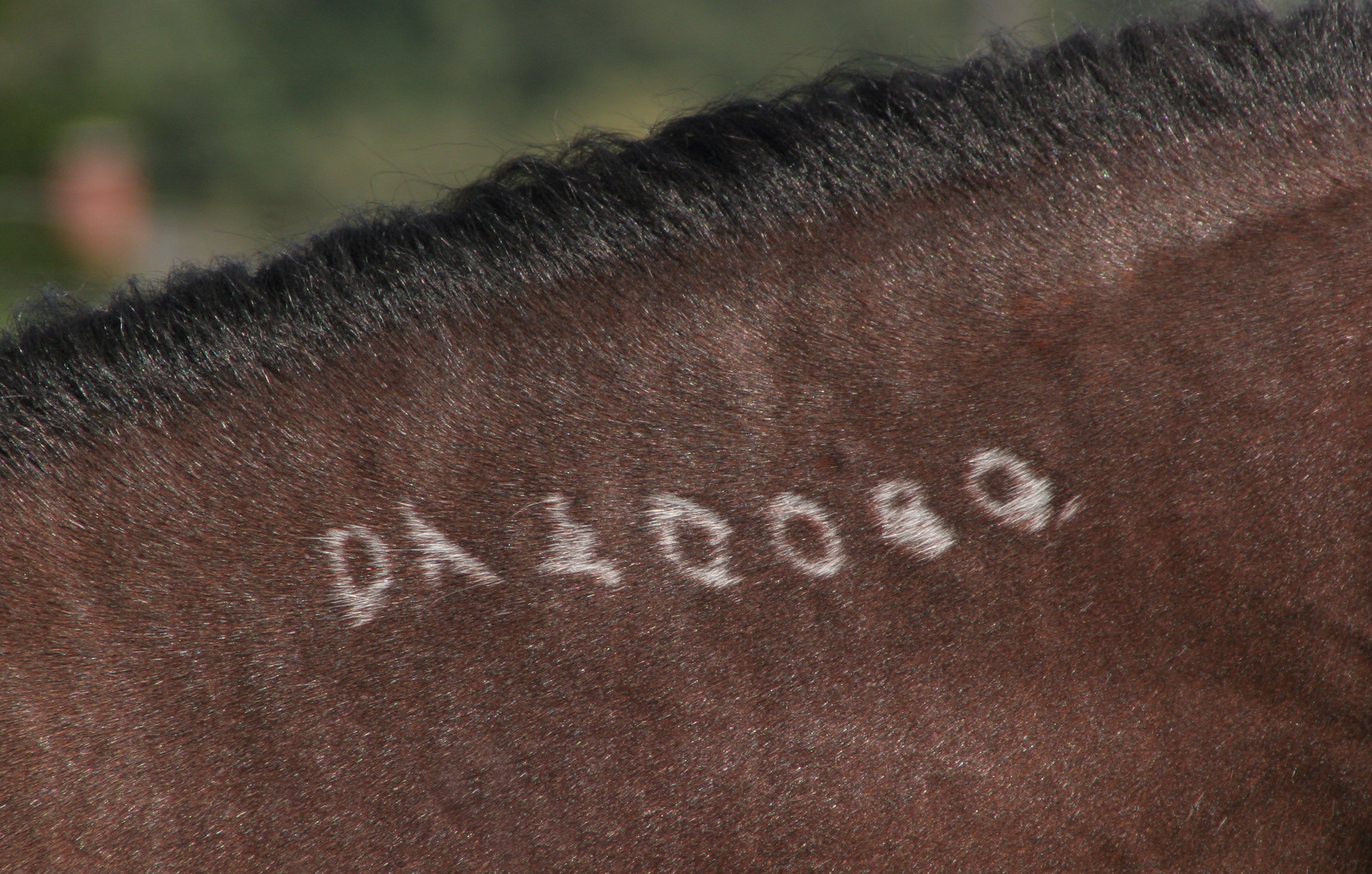
Numeryczne oznaczenie na zimno na szyi konia sportowego
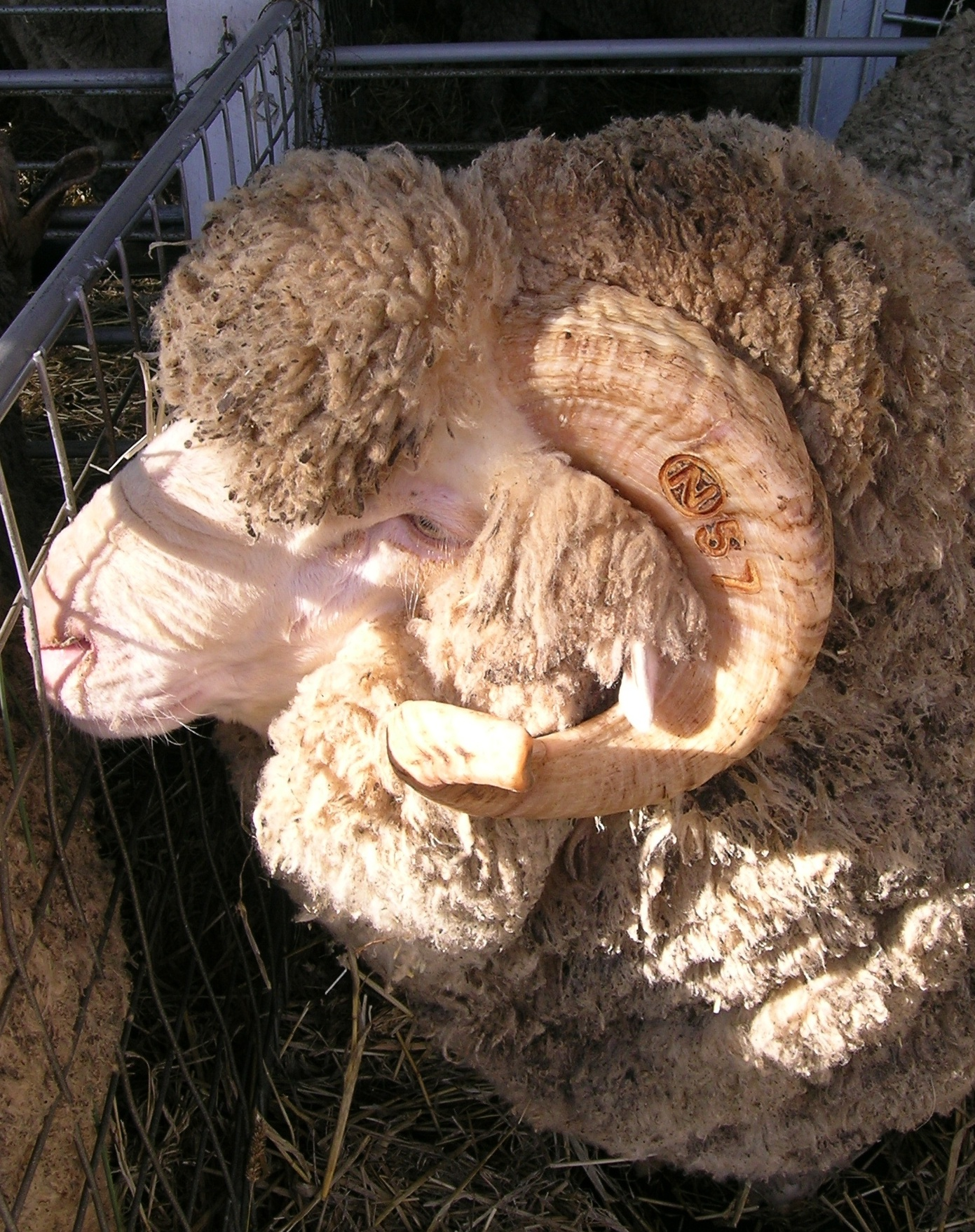
Merynos z wypalonym piętnem na rogu

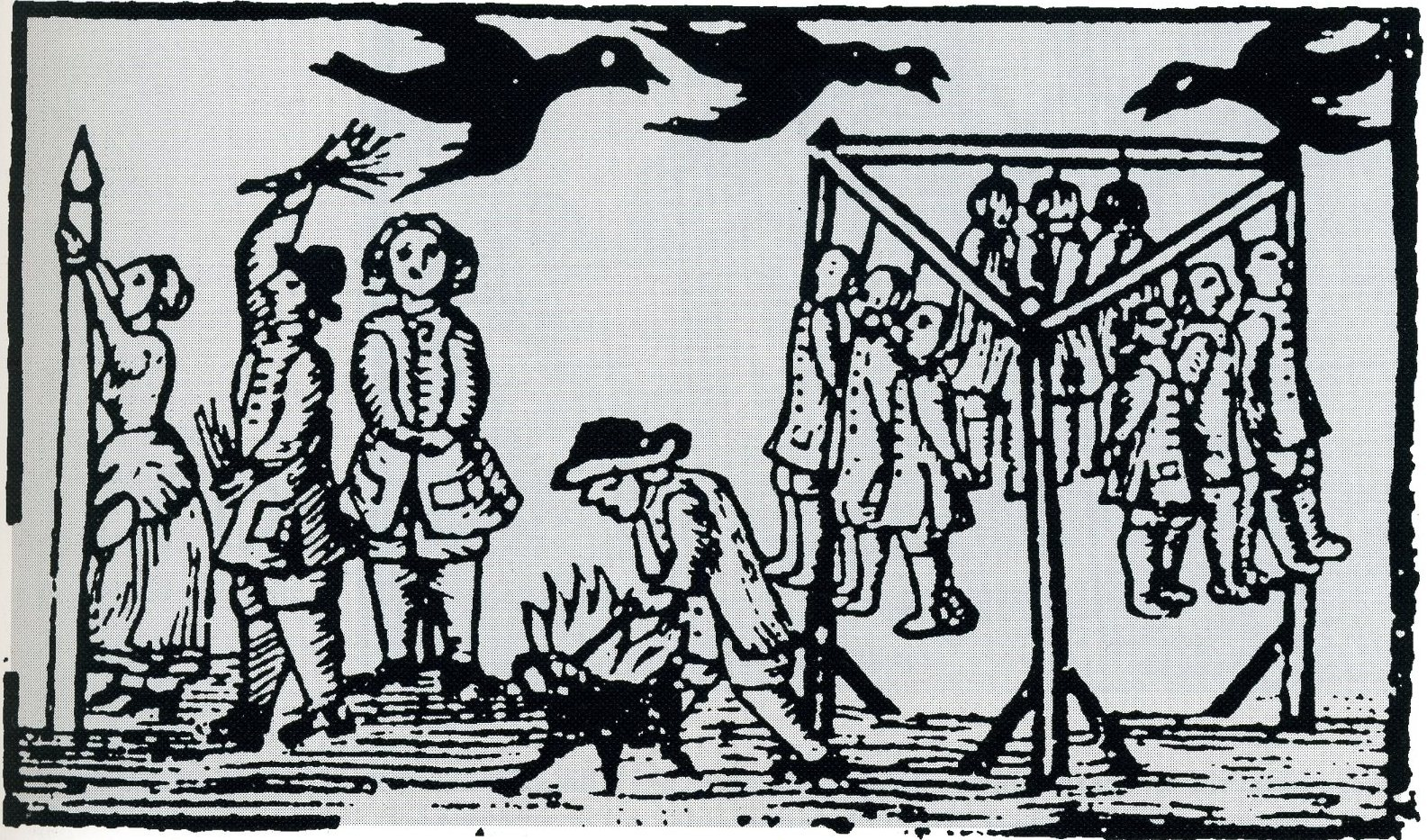
Kara chłosty i piętnowanie złodziejki (po lewej) w Danii (XVIII w.) (dziewięciu męskich wspólników powieszono)

## Znakowanie piętnem ludzi
Historycznie rzecz biorąc, piętnowano również ludzi: aż do XIX w. niektórych przestępców piętnowano w ramach kary fizycznej. Np. Milady de Winter, postać stworzona przez Aleksandra Dumasa, pojawia się w jego powieści Trzej muszkieterowie z wypalonym piętnem pod postacią lilii na lewym ramieniu. W czasach starożytnych, ale także w czasach współczesnych, piętno było wypalane na zniewolonych ludziach, na przykład w czasach niewolnictwa w Ameryce.
Pod koniec XX w. branding stał się modny jako forma upiększania ciała, polegająca na wypalaniu na skórze ozdobnych blizn.